# Sony Xperia U
O Sony Xperia U é um smartphone de gama média com sistema operativo Android. Faz parte da série Xperia NXT e é fabricado pela Sony Mobile Communications. Foi lançado mundialmente em maio de 2012.

Possui um processador dual-core de 1 GHz e uma tela de 3,5 polegadas.